# Serapio Romero
Serapio Romero (La Carta, Olancho, 12 de marzo de 1844 - 27 de julio de 1868) Fue mozo de una hacienda que llegó a ser cabecilla de una de las rebeliones armadas más sangrientas de la república de Honduras.

## Vida
Serapio Romero nació en el caserío La Carta, jurisdicción de Guarizama, Olancho, el 12 de marzo de 1844Serapio fue conocido como “El Cinchonero” o “el que hace (fabrica) cinchos”.
Serapio Romero, en su juventud, era un mozo de la hacienda de Pedro Bertrand, padre del futuro presidente de la república Francisco Bertrand Barahona; de su trabajo resultó el alias de “Cinchonero”. Dirigió una rebelión contra el gobierno de José María Medina. Romero atacó haciendas y casas de las familias más poderosas de la cabecera departamental de Olancho, en lo que fue calificado por una historiadora como el motín “producto del odio hacia los ricos de Juticalpa” y falleció ejecutado el 27 de julio de 1868, a la edad de 24 años, en la localidad de Manto.

## Antecedentes
Olancho siempre ha sido considerado uno de los territorios más ricos y vastos de Honduras; en él residen desde su colonización y a partir del siglo XVII varias personalidades de buena posición social, capitalistas nacionales y extranjeros entre ellos norteamericanos, europeos, nicaragüenses, etc; hasta el mismo filibustero William Walker, tuvo la intención de apropiarse de Olancho, después de su fallido intento por hacerse con Nicaragua.

## Primer levantamiento
Serapio Romero entró al servicio militar bajo el mando del general Pedro Fernández Mejía, Comandante de Armas del departamento de Olancho. Allí se dio cuenta de la realidad que ocurría en su natal Olancho.
El 10 de diciembre de 1864 sucedió que Serapio Romero y José Ángel Rosales, junto a otros pobladores de Olancho, se manifestaron en la localidad de Yocón y adujeron que eran miembros y seguidores del General Florencio Xatruch Villagra y que éste les abastecía de armas. Xatruch había sido nombrado vicepresidente en la administración del General José María Medina, pero fue derrocado por órdenes del mismo Medina en 1865. Es por eso que Xatruch reclutó a seguidores y se marchó a El Salvador, con la intención de derrocar a Medina. Los habitantes de Olancho partidarios de Serapio, también vieron en Xatruch a un líder liberal. Por su parte, Medina, al saber de la manifestación envió a las tropas gubernamentales para aliviar las tensiones. Los soldados decomisaron tanto armas, como dinero. Nuevamente el 21 de diciembre de 1864 alrededor de 200 insurgentes atacaron bajo la dirección de Manuel Barahona, Francisco Zavala y Bernabé Antúnez la localidad de Juticalpa, uniéndose a ellos, el cura Miguel Ángel Bustillo, párroco del pueblo de Lejamaní. Las fuerzas gubernamentales hondureñas al mando del general Pedro Fernández Mejía tuvo que repeler el ataque, comandado por Manuel Barahona. En dicha confrontación se dejaron muchos heridos y muertos.

## Rebelión de Olancho
En 1865, liderados por el coronel Manuel Barahona, Francisco Zavala y Bernabé Antúnez, más de 1,000 olanchanos marcharon hacia Tegucigalpa. El presidente Medina esta vez encabezó una expedición de castigo y fue el primero en disparar. Otra vez el departamento de Olancho pagó las consecuencias. Fueron incendiadas varias aldeas, y sus habitantes muertos en combate o ejecutados o en su caso muchas personas fueron deportadas. Otros huyeron del territorio de Olancho. Esta situación redujo drásticamente la población y hasta la capital de Olancho que había sido Manto, fue trasladada a la ciudad de Juticalpa, que hasta hoy es la capital departamental. Después del levantamiento de 1865 en el Cerro Vigía se erigió una jaula de hierro en el que los cuerpos de Barahona, Antúnez y Zavala fueron exhibidos públicamente. El hechor de esto fue el General Fernández quien disfrutó de su obra y dejó las jaulas custodiadas por sus soldados para evitar que los pobladores de Olancho les entregasen los restos, para darles un entierro honroso y cristiano. Muchos olanchanos hacían peregrinación al Cerro, para visualizar los cadáveres que yacian con los órganos y partes del cuerpo a la vista.

## Levantamiento de Serapio
Era la noche del 9 de julio de 1868, unos 19 conspiradores se reunieronen para atacar al Licenciado Máximo Cordón y al Licenciado Crescencio Gómez Valladares, en el pueblo Calona, separado por el Río Guayape de la ciudad de Juticalpa. La misión era secuestrarles y hacerles prisioneros, ya que eran miembros del gobierno de Medina. A tres calles de distancia de la guarnición se encontraba durmiento el Coronel Nazario Garay, suplente del general Pedro Fernández, en la casa de Wenceslao Cálix. La mayoría de los soldados gubernamentales dormían y es allí cuando Serapio Romero actuó tomando la plaza y dándole un término de ocho a diez días al general Medina para retirar a las tropas de Olancho. Seguidamente el 9 de julio de 1868, un grupo de insurgentes al mando de Serapio Romero, atacó el cuartel de la ciudad de Juticalpa. El comandante de la guarnición de Juticalpa era Nazario Garay, quien se enfrentó a Romero en una batalla personal con machetes. Serapio Romero "Cinchonero" fue el ganador; en la revuelta perdió la vida Nazario Garay y otro soldado más que intentó intervenir en auxilio de su comandante.
Serapio Romero, fue a recoger los esqueletos de Antúnez y Zavala exhibidos aún desde el Cerro El Vigía y ordenó su enterramiento con honores militares.
En una carta fechada el 11 de julio de 1868 dirigida al general Pedro Fernández, por Serapio Romero, le manifiesta que la muerte de Nazario Garay, fue en legítima defensa de su persona. Romero había hecho esto, ya que contaba con el apoyo del general Florencio Xatruch Villagra, que se había refugiado en El Salvador y había sido promovido como Jefe de Armas de San Miguel. Esto le era beneficioso, ya que podría desviar tropas de El Salvador hacia Honduras y así tomarse los departamentos de Tegucigalpa y Comayagua y que los levantamientos de Olancho contribuyeran en gran manera a la caída de José María Medina.
Entonces, el gobierno de José María Medina, envió una expedición de castigo a Olancho. Esta vez los insurgentes fueron derrotados en las localidades de Juticalpa y Catacamas por las tropas al mando de Pedro Fernández. Prácticamente sólo Serapio Romero logró replegarse con dirección hacia el norte de Olancho. 
Hacía el 22 de julio de 1868 la gente de la aldea de Yocón bajo el mando de Sotero Ávila, en la localidad de „Los Igenecitos“ Serapio Romero fue capturado y llevado a Manto, donde hasta el 22 de julio de 1868 se inició una audiencia con un Tribunal. Durante el interrogatorio Serapio Romero había mencionado que tenía la intención de derrocar a Medina. La razón es que este gobierno había vendido el territorio de Honduras y que la economía estaba en quiebra debido al proyectado Ferrocarril Nacional de Honduras concebido para construirse uniendo ambas costas de Honduras, desde el puerto de Amapala hasta un punto de la costa norte y que sería utilizado por países extranjeros. El ferrocarril interoceánico nunca fue construido. 
Serapio Romero fue encontrado culpable de sublevación y fue ejecutado mediante decapitación el 27 de julio de 1868.

## Movimiento Popular de Liberación Cinchonero
En la década de 1979  Fidel Martínez Rodríguez Fidel Martínez Rodríguez junto con un grupo de exmiembros del PCH fundaron el Movimiento Popular de Liberación Cinchonero (MPL Cinchonero), cuyo nombre adoptó en honor al espíritu aguerrido de Serapio Romero „Cinchonero“. Este movimiento fue perseguido por el "Batallón 3-16", integrado por comandos de inteligencia de las Fuerzas Armadas de Honduras.
Con fecha 27 de marzo de 1981 el vuelo 414 de SAHSA (Servicios Aéreo de Honduras, S.A.), que estaba en camino de San Pedro Sula (SPS) a la ciudad de Nueva Orleans, fue secuestrado por cuatro miembros del Movimiento Popular de Liberación (MPL) “Cinchonero”, exigiendo la inmediata libertad de presos afines a su movimiento. El vuelo fue desviado hacia Managua en la república de Nicaragua, y después hacia la ciudad de Panamá, donde los guerrilleros liberaron la nave y los pasajeros retenidos después de dos días. El avión HR-SHA regresó a Honduras y aterrizó en el Aeropuerto Internacional Ramón Villeda Morales unos días después. La empresa tenía accionistas militares. El resultado se saldó sin víctimas y los guerrilleros pudieron salir con rumbo al aeropuerto de la ciudad de La Habana después de liberar al avión y a los pasajeros civiles retenidos.
En 1989 el ajusticiamiento del general (R) Gustavo Álvarez Martínez, exjefe de las Fuerzas Armadas de Honduras, los Cinchoneros como de costumbre se pronunciaron por medio de una nota enviada a emisoras unidas acreditándose por el ajusticiamiento.